# Valeronske jame
Valeronske jame ([cenobio de Valerón] Napaka: {{Jezik-xx}}: prečrkovanje latn besedila (pomoč)) je arheološko najdišče na španskem otoku Gran Canaria, v občini Santa Maria de Guia, na Valeronovi pečini. Je največja predšpanska kolektivna kašča, ki je bila zgrajena pred rimskimi časi in so jo prebivalci otoka uporabljali do osvojitve otoka konec 15. stoletja.
Blizu poslikane jame Gáldar je ena od simbolnih znamenitosti Velikega Kanarskega otoka in je navedena kot španska lastnina kulturnega pomena.

## Lokacija
Je 600 m južno od severne obale otoka Gran Canaria, ob lokalni cesti GC-291, blizu Las Palmasa (23 km vzhodno) in Agaete (11 km) jugozahod). Galdar je približno 4 km zahodno v neposredni liniji. Lokacija gleda na sotesko San Felipe, proti severu usmerjeno dolino v obliki lijaka, ki jo prečka velik most za avtocesto GC-2.
Kraj je bil izbran zaradi tufa, ki ga je enostavno kopati, zaradi dejstva, da je skrit pred morjem in zaradi izjemno strmih dostopnih pobočij, ki so dobra naravna obramba.

## Opis
Skupna kašča, znana kot cenobio de Valerón, je kompleksen sistem jam na več ravneh: 298 predelkov s površinami med enim in tremi kvadratnimi metri, razporejenih na 8 ravneh. Skupaj s silosi, prostori, jamami in votlinami je več kot 350 skladišč. Izkopali so jih s kamnitimi in lesenimi orodji v mehkem tufu - cementirani vulkanski tefri - na severozahodnem pobočju gore, ki je danes znana kot gora Galicija (Montaña del Gallego). Enostavna obramba mesta, naravno zavetje, ki ga ponuja naravni lok v gori, ter temperaturni in vlažni pogoji so naredili idealno za njegovo uporabo.
Jame ali silosi so različnih oblik in velikosti, ki med seboj nekako komunicirajo in so združeni v več nivojih, ki so drug nad drugim. Stopnice, izkopane v skalo, še obstajajo in so bile morda dopolnjene s stopnicami ali odri in vrvmi, od katerih ni nobenih arheoloških ostankov.
Jame so bile zaprte z vrati iz neznanega materiala, ki je pustil sledi. Te naj bi bile narejene iz lesa, kamnitih plošč ali mehkih materialov, kot sta tekstil ali usnje. Ohranjenih je nekaj kamnitih plošč in zdi se, da so ob uporabi lesenih vrat dobila pečat (pintadera), ki je označeval lastnika. Njihove luknje, kot tudi drugi utori, so bili dodatno zatesnjeni s pepelnato malto. Vse to je bilo namenjeno ohranjanju pridelkov.
Znotraj najdišča so najdeni idoli, slike, keramika, človeške kosti in pepel, za katere se verjame, da so pripadali tistim, ki so čuvali kaščo.
Zapisi iz časa španskega osvajanja omenjajo stolpe, ki so obkrožali jame.
Že sama velikost jamskega kompleksa priča o pomenu kmetijstva na Gran Canariu za preživetje, pa tudi za družbeno-politično strukturo družbe; in o moči njenih vladajočih elit. Edino na Kanarskih otokih, ki so vsi dajali prednost živinoreji, so v kmetijstvu Gran Canarie prevladovale plantaže, med katerimi so bila večinoma žita.

## Izvor imena
Ime 'samostan' izhaja iz rimskega prepričanja, da so tukaj živele nekatere celibatne svečenice, imenovane harimaguadas, pri katerih so mlade ženske iz plemiškega razreda živele do svoje poroke (ta družba je bila matrilinearna). Omenjena vizija je prevladovala do 20. stoletja, ko je Guy Marcy, francoski arheolog, prvi prepoznal njihovo dejansko uporabo kot očitno podobno uporabi drugih struktur na otoku in v severni Afriki. Poleg tega nekatere kronike omenjajo prakso shranjevanja hrane v težko dostopnih skalah. Severnoafriške kašče ali agadirji imajo pogosto skupno skladiščno območje, ki ga varuje skupnost, ki ji pripada, s komorami, ki jih uporabljajo in vzdržujejo posamezniki.

## Podobne strukture
Druge podobne zgradbe kašče na otoku so:
- Kraljeve jame (cuevas del Rey) in skala Bentayga (Roque Bentayga) v Tejedi
- Jame žitnice (cuevas del Pósito) blizu Temisasa, Agüimes
- Najdišče El Álamo blizu Acuse, Artenara
- Številne jame (cuevas Muchas) v grapi Guayadeque (barranco de Guayadeque), Ingenio
- Najdišče Anzofé blizu Galdarja
- La Montañeta blizu Moye
- Golobje jame (cuevas del Palomar) blizu Tabuca, Ingenio[11]
- La Isleta blizu Las Palmasa
- Barranco de Silva pri Teldeju
- Jame Small Dragon [es] (cuevas del Draguillo) v El Gamonalu (Telde), med Teldejem in Ingeniom
- Jama Los Pilares v jami Four Doors, kompleks Telde blizu Teldeja
- Najdišče Tara v Teldeju
- Temisas v Aguimesu
- Najdišče Rosiana v San Bartolomé de Tirajana
- Cueva de la Audiencia[note 2] v jami Štiri vrata na gori Bermeja, Telde
- Birbique in Roque Bermejo, Agaete

Vse so na severozahodu, severu in severovzhodu otoka. Čeprav je bilo nekaj jam izkopanih na izoliranih lokacijah, jih je večina blizu morske obale in so zgoščene, pogosto v velikih skupinah.[12] Največje zgradbe so v bližini dveh mest, ki sta bili glavni populacijski središči v predšpanskih časih: Telde in Galdar.
Nekatera mesta umetnih jam na otoku so v relativni bližini poslikane jame (cuevas del Hospital, Huertas del Rey ali jama Audience na jamskem mestu Four Doors).

## Zaščita
Valeronske jame so bile 14. oktobra 1978 s kraljevim odlokom 2.756/78 razglašene za zgodovinski umetniški spomenik. Zaradi veljavnega zakona 16/85 z dne 25. junija 1985 o zgodovinski španski dediščini so postale lastnina kulturnega pomena v kategoriji Arheološko najdišče. Lokacija pripada občini Santa María de Guía in je vpisana v občinski popis zgrajenih nepremičnin in v zemljiški knjigi lastnine mestne narave.
Leta 2010 je bil izveden obsežen program obnove, ki je vključeval obnovo zgodovinske pešpoti San Felipe, ki so jo domačini nekoč uporabljali za dostop do jam. Najdišče je bilo 2 leti zaprto.
Danes je območje odprto za javnost kot arheološki park in je vključeno v mrežo arheoloških parkov Gran Canarie. Slednji vključuje tudi arheološke sklope nekropole Arteara v Fatagi, nekropole v Agaeteju, Cañada de Los Gatos ob Mogánovi plaži, skale Bentayga (Roque Bentayga) v Tejedi, soteska Guayadeque (barranco de Guayadeque) v Ingeniu pri Agüimesu, Poslikana jama (cueva Pintada) v Galdarju in jama Štiri vrata (Cuatro Puertas) v Teldeju.